# 能代 (軽巡洋艦)
能代（のしろ）は、大日本帝国海軍の軽巡洋艦。

## 概要
軍艦能代は、日本海軍の軽巡洋艦（二等巡洋艦）。阿賀野型軽巡洋艦の2番艦。その艦名は秋田県の米代川の下流域の別称、能代川にちなんで命名された。帝国海軍の命名慣例については日本艦船の命名慣例を参照。
1943年（昭和18年）6月30日に竣工後、8月15日附で第二水雷戦隊に編入。第二水雷戦隊旗艦となり大和型戦艦1番艦大和等と共にトラック泊地へ進出した。11月上旬のラバウル空襲では被害軽微だったが、12月末のカビエン輸送作戦で小破。1944年（昭和19年）1月下旬に横須賀に帰投して修理を行った。6月は大和型戦艦2隻（大和、武蔵）等と共に渾作戦およびマリアナ沖海戦に参加。10月下旬、捷号作戦にともなうレイテ沖海戦に、第二艦隊司令長官栗田健男中将指揮下の第一遊撃部隊に所属して、大和型戦艦と共に参加。大和と共に撤退中の10月26日、能代は米軍機の空襲により撃沈された。

## 艦歴

### 完成まで
阿賀野型軽巡洋艦4隻のうち3隻（阿賀野、矢矧、酒匂）は佐世保海軍工廠で建造され、能代のみ横須賀海軍工廠での建造である。
仮称第133号艦（能代）は、1941年（昭和16年）9月4日、横須賀海軍工廠で起工。
1942年（昭和17年）5月15日、能代と命名。同日附で島風型駆逐艦島風と秋月型駆逐艦5番艦新月も命名された。
7月19日、昭和天皇の名代として伏見宮博恭王臨席のもと、第133号艦は進水。同日附で呉鎮守府籍。
8月20日、阿賀野型2隻（能代、矢矧）は二等巡洋艦阿賀野型として類別される。
1943年（昭和18年）5月1日、日本海軍は初春型駆逐艦1番艦初春初代艦長、巡洋艦（那珂、長良、青葉）艦長、大淀艤装員長等を歴任した田原嘉興大佐を能代の艤装員長に任命する。
5月20日、田原大佐(能代艤装員長）は制式に能代艦長（初代）となる。主な初代幹部は、副長青砥鳳二中佐、航海長山内正規中佐（引続き戦艦山城航海長を兼務）、機関長岡村徳太郎中佐、運用長阿部了夫大尉。
6月5日、山内正規中佐（山城航海長兼能代航海長）は能代航海長を免じられ、石飛矼少佐（臨時名取航海長）が能代航海長に補職。また空母龍鳳砲術長小屋増男少佐が能代砲術長に任命される。
6月14日、能代艤装員事務所を撤去。
6月30日、竣工。同日、第一艦隊附属となる。

### 竣工後
1943年（昭和18年）7月10日、高田敏夫大尉（5月8日に沈没した駆逐艦陽炎水雷長）は能代水雷長に任命される。7月29日、第十一水雷戦隊司令官木村進少将は天龍型軽巡洋艦2番艦龍田から能代に移乗し、能代は臨時第十一水雷戦隊旗艦となる。31日に旗艦が龍田に復帰するまで、第十一水雷戦隊（能代、龍田、若月、霞）は瀬戸内海で訓練を実施。
8月15日、能代は第二艦隊第二水雷戦隊（司令官高間完少将）に編入、長良型軽巡洋艦1番艦長良より二水戦旗艦を継承する。
8月17日、主力部隊（戦艦3隻《大和、長門、扶桑》、空母《大鷹》、巡洋艦3隻《愛宕、高雄、能代》、駆逐艦部隊《涼風、海風、秋雲、夕雲、若月、天津風、初風》）は呉を出撃、トラックに向かう。
トラック泊地へ移動後、待機および訓練に従事。また連合艦隊・機動部隊各艦と共に中部太平洋諸島を行動した。
1943年（昭和18年）10月31日〜11月1日、連合軍はタロキナ岬（ブーゲンビル島）に上陸を開始、ブーゲンビル島の戦いが始まる。連合艦隊司令長官古賀峯一大将は、第一航空戦隊航空戦力を南東方面に投入し、つづいてトラック泊地所在の主力艦艇（第二艦隊）も投入することを決定する。
11月3日午前7時45日、第二艦隊司令長官栗田健男中将（愛宕座乗）指揮下の重巡洋艦部隊（第四戦隊《愛宕、高雄、摩耶、鳥海》、第七戦隊《鈴谷、最上》、第八戦隊《筑摩》）、第二水雷戦隊（軽巡洋艦《能代》、駆逐艦《玉波、涼波、早波、藤波》）はトラック泊地を出撃。航行中の4日午前、航行不能となったタンカーの日章丸救援に2隻（鳥海、涼波）を分離。11月5日午前6時頃、栗田長官指揮下の遊撃部隊はラバウルに到着した。
同日午前7時、空母2隻（サラトガ、プリンストン）を基幹とするアメリカ機動部隊（第38任務部隊）は艦載機計97機を投入、ラバウル在泊艦艇に対する空襲を敢行する。栗田艦隊は軒並み被害を受ける。南東方面艦隊長官草鹿任一中将は栗田艦隊（ラバウル進出中の鳥海を含む）のトラック泊地帰投を下令。航行不能となった摩耶を除く重巡各艦はラバウルを去った。本艦の被害は負傷1名のみだった。
11月6日、タロキナ岬への逆上陸作戦を実施するため、本艦は第二支援隊（能代、早波、長波）として行動した。
11月11日、アメリカ軍機動部隊は再びラバウル空襲を敢行。この空襲で涼波（第32駆逐隊）が沈没、夕雲型4番艦長波（第32駆逐隊）が大破（航行不能）、能代の姉妹艦の阿賀野も雷撃により損傷した。草鹿任一中将はラバウル在泊艦艇のトラック回航を命じ、第十戦隊（軽巡《阿賀野》、駆逐艦《浦風》）と第二水雷戦隊部隊（能代、摩耶、長鯨、早波、藤波、五月雨、風雲、若月）はそれぞれラバウルを出発する。
ところが、11月12日にアメリカ潜水艦の雷撃により阿賀野が航行不能となったため、二水戦（能代、藤波、早波）は摩耶以下と分離して阿賀隊（阿賀野、浦風）の救援に向かった。合流後、能代は阿賀野の曳航を行うが途中で曳索が切れ、曳航任務をトラック泊地から来た長良と交代。11月15日、各艦はトラック泊地に戻った。11月下旬、クェゼリン環礁やブラウン環礁で行動。12月もおおむねトラック泊地に停泊していた。
12月15日、第二水雷戦隊司令官高間完少将は第十一水雷戦隊司令官へ転任。長門型戦艦1番艦長門艦長早川幹夫少将が後任の第二水雷戦隊司令官となる（着任12月16日）。また同日附で能代艦長も、12月3日まで香取型練習巡洋艦2番艦鹿島艦長だった梶原季義大佐に交代した。田原大佐は12月25日より扶桑型2番艦山城艦長に任命されている。
12月21日、アメリカの潜水艦スケートの雷撃によりタンカー照川丸が炎上、能代も照川丸の救難隊（能代、浜風、響、電）としてトラック泊地を出撃したが、照川丸は沈没した。
12月末から「能代」は陸軍独立混成第一連隊をニューアイルランド島へ輸送する戊号輸送に参加。「能代」は戊三号輸送部隊第二部隊の一隻としてトラックからカビエンへの輸送にあたった。12月25日に戊一号輸送部隊（「大和」、「山雲」、「谷風」）がトラックに到着して「大和」から戊三号輸送部隊へ人員物件が移載され、第二部隊（「能代」、「大淀」、「秋月」、「山雲」）は12月30日にトラックから出発。1944年（昭和19年）1月1日午前4時45分にカビエン（ニューアイルランド島）に到着した。「能代」、「秋月」、「山雲」の揚陸は6時30分に終了し、野砲を積載していた「大淀」の揚陸作業がやや遅れていた。揚陸完了後の午前8時55分から9時20分にかけ、第二部隊は空襲を受けた。これはアメリカ海軍第37.2任務群の空母「バンカー・ヒル」、「モンテレー」搭載機によるものであった。「能代」は至近弾5発と第二砲塔右舷側に直撃弾1発を受け火薬庫等に浸水した。人的被害は戦死10名、重軽傷22名であった。「大淀」と「山雲」も軽微な被害を受けている。「能代」と「山雲」は1月2日に、残り2隻は1月4日にトラックに戻った。「能代」は工作艦「明石」に横付けして応急修理を実施している。

### 昭和19年の行動
1944年（昭和19年）1月18日、第二水雷戦隊司令官早川幹夫少将指揮下の横須賀回航部隊（軽巡《能代》、空母《瑞鳳、雲鷹》、駆逐艦《早波、若葉、初霜》）はトラック泊地を出発。
1月19日、同航していた大鷹型航空母艦2番艦雲鷹が米潜水艦（ハダック）の雷撃で損傷したため、早川少将は2隻（瑞鳳、若葉）を横須賀に先行させ、能代隊（能代、雲鷹、早波、初霜）は1月20日にサイパン到着。翌日、2隻（能代、早波）は雲鷹隊（雲鷹、初霜、海風《救難のため到着》）を残して出発。1月24日に横須賀へ帰投。1月と2月は横須賀で修理と整備を行う。
2月14日、早川少将は第二水雷戦隊旗艦を能代から高雄型重巡洋艦1番艦高雄に変更。2隻（高雄、早波）は横須賀を出撃してパラオに進出した。
3月19日、出渠。3月28日に横須賀を出発し、4月3日にダバオへ到着。その後はリンガ泊地やタウイタウイ泊地等で行動した。
6月中旬、ビアク島を巡って日本軍と連合軍の攻防が繰り広げられており（ビアク島の戦い）、日本海軍は渾作戦を発動してビアク島救援作戦を展開していた。芳しくない戦局に対し、日本海軍は大和型戦艦2隻なども投入して第三次渾作戦を敢行、上陸船団撃破と機動部隊の誘い出しを図る事となった。
第一戦隊司令官宇垣纏海軍中将（海兵40期）が率いる渾部隊は、宇垣司令官直率の攻撃隊（第一戦隊《大和、武蔵》、バチャン泊地に先行待機中の第五戦隊《妙高、羽黒》、第二水雷戦隊《能代、島風、沖波》）、第一輸送隊（重巡《青葉》、軽巡《鬼怒》、駆逐艦4隻）、第二輸送隊（津軽）等という戦力を揃えた。
6月10日、攻撃部隊（大和、武蔵、能代、島風、沖波）はタウイタウイ出撃。直後にアメリカ潜水艦ハーダーに発見された。これと同時に日本艦隊もハーダーの潜望鏡を発見し、沖波はハーダーを攻撃するため部隊から分離した。ハーダーは小破。ハーダー・沖波（日本軍）双方とも相手を撃沈したと判断した。
6月12日、大和以下攻撃部隊はハルマヘラ島バチャン泊地に到着。同地で第五戦隊（妙高、羽黒）と合流。
作戦開始を待ったが、6月13日になってサイパン島に対する艦砲射撃が開始されて戦局が急展開していった。攻撃部隊（戦艦《大和、武蔵》、第五戦隊《妙高、羽黒》、軽巡《能代》、駆逐艦部隊《島風、沖波、朝雲、山雲、野分》）は同日夜にバチャンを急遽出撃。第三艦隊司令長官小沢治三郎中将（海兵37期）率いる第一機動艦隊（旗艦大鳳）に合流すべく急行した。
6月19日-20日のマリアナ沖海戦では前衛部隊（指揮官栗田健男第二艦隊長官《旗艦愛宕》：第一戦隊《大和、武蔵》、第三戦隊《金剛、榛名》、第四戦隊《愛宕〔前衛艦隊旗艦〕、高雄、鳥海、摩耶》、第三航空戦隊《千歳、千代田、瑞鳳》、第七戦隊《熊野、鈴谷、利根、筑摩》、第二水雷戦隊《軽巡能代、第31駆逐隊〔長波、朝霜、岸波、沖波〕、第32駆逐隊〔藤波、浜波、玉波〕、附属〔島風〕》）として参加。
6月20日の対空戦闘で栗田艦隊は損傷艦数隻（千代田、榛名、摩耶）を出したが、沈没艦はいなかった。
敗北後、日本艦隊は中城湾（沖縄本島）へ移動した。6月24日、桂島泊地に戻る。7月8日に呉を出撃、7月19日にシンガポールへ到着。以後、リンガ泊地で待機・訓練に従事する。

### レイテ沖海戦
10月18日、捷一号作戦発動に伴って第二艦隊司令長官栗田健男中将（海兵38期。旗艦《愛宕》）が指揮する第一遊撃部隊第一部隊（第四戦隊《愛宕、高雄、摩耶、鳥海》、第一戦隊《大和、武蔵》、第五戦隊《妙高、羽黒》、第二水雷戦隊《能代、島風、第2駆逐隊〔早霜、秋霜〕、第31駆逐隊〔岸波、沖波、長波、朝霜〕、第32駆逐隊〔浜波、藤波〕》）、第三戦隊司令官鈴木義尾中将（旗艦《金剛》）が指揮する第一遊撃部隊第二部隊（第三戦隊《金剛、榛名》、第七戦隊《熊野、鈴谷、利根、筑摩》、第十戦隊《矢矧、第17駆逐隊〔浦風、浜風、雪風、磯風〕、駆逐艦〔野分、清霜〕》）は、それぞれリンガ泊地から出動。ブルネイ湾で補給の後、10月22日に出撃した。
ところが10月23日未明にパラワン水道において第二艦隊旗艦愛宕（高雄型重巡洋艦2番艦）がアメリカの潜水艦ダーター (USS Darter, SS-227) の雷撃で、第四戦隊僚艦摩耶（高雄型重巡4番艦）がデイス (USS Dace, SS-247) の雷撃でそれぞれ沈没し、同じく第四戦隊高雄（高雄型重巡1番艦）がダーターの雷撃で大破して航行不能となった。
第31駆逐隊2隻（朝霜、長波）は高雄（航行不能、復旧作業中）の護衛を命じられ、栗田艦隊から離脱した。
10月24日のレイテ沖海戦（シブヤン海空襲）では、栗田長官（大和座乗）の第一部隊（第一戦隊《大和、武蔵、長門》、第五戦隊《妙高、羽黒、鳥海〔臨時編入〕》、第二水雷戦隊《能代〔旗艦〕、第2駆逐隊《早霜、秋霜》、第31駆逐隊《岸波、沖波》、第32駆逐隊《浜波、藤波》、島風型《島風》）としてアメリカ軍機と交戦した。能代は主砲零式弾120発、8cm高角砲210発、機銃18000発を発射し、アメリカ軍機撃墜3、不確実2、協同撃墜7を主張する。だが、能代以下各艦は存在しないアメリカ潜水艦発見を報告し、空襲の最中にある艦隊は混乱した。一連の対空戦闘で戦艦武蔵が沈没し、3隻が損傷離脱（妙高、浜風、清霜）という損害を受けた。
翌10月25日、第一遊撃部隊（栗田艦隊）はアメリカ軍機動部隊（護衛空母部隊）を追撃する（サマール島沖海戦）。戦闘前半ではスコールと煙幕により米艦隊を見失い、午前8時38分には米駆逐艦主砲弾1発が弾薬供給所右舷上甲板に命中したが、戦死1名負傷3名で、それ以上の被害はなかった。栗田健男中将から追撃停止・反転命令があるまでに能代は巡洋艦1隻撃沈、巡洋艦1隻、駆逐艦1隻撃破を記録した。早川少将指揮下の第二水雷戦隊は効果的な水雷戦闘を行ったとはいえず、大和座乗の第一戦隊司令官宇垣纏中将は陣中日誌「戦藻録」の中で、25日の第二水雷戦隊（能代）の行動に対し『2sdは占位東端に在り、進出方向適當ならず、途中反轉二回に及び概ね敵の後方に取残され砲戰も魚雷戰も行はざりしは遺憾なり。』と評している。
同日午後のアメリカ軍機の空襲（合計約150機）では、左舷後部重油タンクに破孔が生じ、浸水により左舷外軸スクリューが使用不能・発揮可能速力32ノットとなる。対空戦闘でアメリカ軍機撃墜6、不確実6、協同8を記録、25日の弾薬消費は主砲零式弾100発、四号通常弾160発、8cm高角砲450発、機銃24000発だった。
10月26日、大和や能代以下栗田艦隊は帰投途中にミンドロ島の南でアメリカ軍の第38任務部隊（マーク・ミッチャー中将）による空襲を受けた。午前8時46分、爆弾1発が能代の高角砲弾薬供給所に命中し小火災が発生したが、これは消火に成功し、致命傷にならなかった。雷撃機の襲撃に対処中、大和は魚雷を回避した。おそらく大和を狙った魚雷が能代に命中した。
8時52分、能代の左舷中央に魚雷1本が命中し、第1・第3缶室が浸水、傾斜16-26度。航行不能となり洋上に停止した。魚雷の投棄や重量物の移動により傾斜8度まで回復、10時30分ごろ曳航作業がおおむね完成した。その時、再びアメリカ軍機20機の空襲を受けた。大和以下栗田艦隊本隊が攻撃範囲外に出ていたので、アメリカ軍機は能代を狙っていた。洋上停止中の能代は回避行動もできず、10時39分に能代の二番主砲塔右舷附近に魚雷1本が命中した。艦首から沈下をはじめ、10時49分に総員上甲板が発令された。11時6分に総員退去命令が出され、11時13分に北緯11度42分 東経121度41分 / 北緯11.700度 東経121.683度地点で沈没した。
最後の戦闘で能代は主砲零式弾20発、高角砲35発、機銃11000発を発射し、撃墜3、不確実1、協同5を記録した。一連の海戦による能代の戦死行方不明者は87名、負傷者51名であった。能代・第二水雷戦隊司令部生存者は麾下駆逐艦2隻（浜波、秋霜）に救助された。早川司令官・能代艦長および御真影は浜波に収容された。第二水雷戦隊旗艦は浜波となった。
ブルネイに退却後の10月30日、第二水雷戦隊司令部は浜波から大和に移動した。翌日、二水戦司令部は多号作戦に従事するため大和から駆逐艦に乗り換え、マニラにむかった。だが第三次多号作戦で島風の沈没時に第二水雷戦隊司令官早川幹夫少将は戦死、第二水雷戦隊司令部も全滅状態となった。後日、能代生存者10名がフィリピン地上戦に投入されたという。
梶原季義大佐（能代艦長）は11月3日附で横須賀鎮守府附となる。
青砥鳳二大佐（能代副長）、小屋増男中佐（能代砲術長）、石飛少佐（能代航海長）、堺谷共太郎中佐（能代機関長）、高田敏夫少佐（能代水雷長）、阿部了夫少佐（能代内務長）、阿部健大尉（能代通信長）等も新たな任地に転じた。
12月20日、レイテ沖海戦で沈没した各艦と共に能代の除籍が発表された。

## 年表
- 1941年9月4日 阿賀野型2番艦として横須賀工廠で起工。
- 1942年7月19日 進水。
- 1943年6月30日 竣工。
- 1943年8月15日 第2水雷戦隊の旗艦となる。
- 1944年1月1日 カビエン港外で空襲を受け損傷。
- 1944年10月26日 ミンドロ島南方にて空襲を受け魚雷2本、爆弾1発が命中。沈没。

## 歴代艦長
※『艦長たちの軍艦史』173-174頁、『日本海軍史』第10巻の「将官履歴」に基づく。

### 艤装員長
1. 田原吉興 大佐：1943年5月1日[33] - 1943年5月20日[34]

### 艦長
1. 田原吉興 大佐：1943年5月20日[34] - 1943年12月15日[62]
2. 梶原季義 大佐：1943年12月15日[62] - 1944年11月3日[153]

## 同型艦
- 阿賀野 - 矢矧 - 酒匂

## 備考
戦後、旧海軍残務処理機関の吉田英三元大佐を中心とするグループが構想した「新海軍」では、本艦である能代をタイプシップとする巡洋艦を4隻建造し、艦隊旗艦及び戦隊旗艦とすることが考えられていた。